# Alicia Boole Stott
Alicia Boole Stott (Castel Road, Irlanda, 8 de juny del 1860 – Highgate Middlesex, Anglaterra, 17 de desembre del 1940) fou una extraordinària matemàtica amateur. Malgrat el seu accés limitat a l'educació i el seu contacte gairebé nul amb el món científic, contribuí en el camp de la geometria en quatre dimensions: cal destacar el càlcul de les seccions tridimensionals de polítops i el descobriment de molts dels polítops semi-regulars.

## Infància i joventut
Alicia Boole nasqué el 1860 a Castel Road (Irlanda), fou la tercera de cinc filles que tingueren George Boole i Mary Everest Boole. George Boole, famós logicista matemàtic, morí el 1864, deixant Mary Everest Boole al càrrec de les cinc criatures. Everest Boole es traslladà llavors a Londres amb les quatre germanes de l'Alicia i deixant-la a ella, de només quatre anys, a càrrec de la seva mare a Cork. Mary Everest Boole fou contractada com a bibliotecària al Col·legi de Queens, el primer col·legi de dones d'Anglaterra. Allà treballà com a bibliotecària i, no oficialment, com a tutora de les estudiants. Als 11 anys, Alicia Boole es traslladà finalment amb la seva mare i les seves germanes a Londres, on la família vivia en males condiciones en un petit apartament on Alicia Boole fou educada per la seva mare, que tenia una peculiar forma d'entendre l'educació. Els seus únics llibres formals científics foren els dos primers llibres d'Euclides.

## Vida adulta i aportacions matemàtiques
A l'edat de 18 anys, l'Alicia Boole sorprengué a tothom en demostrar la seva habilitat per visualitzar la quarta dimensió quan el seu cunyat, Charles Howard Hinton, li introduí l'hipercub mitjançant cubs de fusta. Alicia Boole col·laborà amb en Charles Howard Hinton en el llibre que publicà, “La quarta dimensió”, on tractava el tema des d'un punt de vista filosòfic. L'Alicia Boole introduí la paraula polítop per descriure els sòlids convexos en quatre dimensions. Seguí col·laborant amb ell, escrivint el prefaci i alguns capítols del seu segon llibre, “Una nova era de pensament” (1888). També escriví sobre seccions de sòlids de tres dimensions. Quan el llibre fou publicat, Hinton se n'anà amb la germana d'Alicia, Mary Ellen Boole, cap al Japó, acusat de bigàmia.
El 1889 l'Alicia Boole acceptà una posició en una secretaria a Liverpool i aviat conegué l'actuari Walter Stott, amb qui contragué matrimoni el 1890. La parella tingué dues criatures, la Mary Stott i en Leonard Stott. Mentre els fills creixien, l'Alicia Boole continuà investigant sobre polítops en quatre dimensions treballant de forma totalment independent sense cap contacte amb el món científic. Demostrà l'existència dels sis polítops regulars: l'hipercub, l'hipertetraedre, l'hiperoctaedre, el 24-cell, el 120-cell i el 600-cell, calculà les seves seccions tridimensionals i les construí en models de cartró.
El 1895, l'Alicia Boole sabé sobre la publicació de l'holandès Pieter Hendrik Schoute, on calculava de forma analítica les seccions centrals dels 6 polítops. Un cop comprovat que els càlculs coincidien amb els seus, Alicia Boole Stott li envià les fotografies dels seus models que no només n'il·lustraven les seccions centrals, sinó les sèries completes. Schoute quedà meravellat dels models de Boole Stott i proposà tot seguit de trobar-se a Anglaterra. Durant els anys següents Schoute passà les seves vacances d'estiu a Anglaterra, on treballà amb l'Alicia durant quasi dues dècades fins a la seva mort. Persuadida per Schoute, l'Alicia Boole Stott publicà els seus resultats en dos articles: “On certain series of sections of the regular four-dimensional hypersolids” (1900) i “Geometrical deduction of semiregular from regular polytopes and space fillings” (1910). Boole Stott també escriví amb Schoute tres articles més durant els anys 1907 i 1910 i va fer nous descobriments amb relació a la construcció de poliedres mitjançant la secció àuria.
El 1914 la Universitat de Groningen convidà l'Alicia Boole a assistir al tricentenari de la seva fundació, i li atorgà un doctorat honoris causa. Per motius que es desconeixen no hi assistí, encara que havia preparat la seva estada amb la vídua de Pieter Hendrik Schoute.
Després de la mort de Schoute el 1913, Boole Stott deixà la investigació matemàtica fins al 1930, quan el seu nebot, G.I. Taylor, físic i matemàtic aplicat, li presentà el geòmetra H.S.M. Coxeter. Encara que Coxeter només tenia 23 anys i Boole Stott 60, sorgí una forta amistat entre ells, i treballaren junt en diversos aspectes de la geometria en quatre dimensions. Encara que no tenen cap publicació junts, Coxeter fa nombroses referències al treball d'aquesta brillant matemàtica amateur.

## Llegat
L'Alícia va morir a Middlesex al 1940. En la primavera de 2001 es va trobar un rotlle de paper de dibuixos acolorits de políedres a la Universitat de Groningen, estava sense signar però es va reconèixer immediatament com el treball d'Alicia. Això va conduir a la investigació d'Irene Polo Blanco que dedica un capítol a l'obra de l'Alicia en el seu llibre Teoria i Història de models matemàtics. El fill d'Alicia Leonard va esdevenir un pioner en el tractament de la tuberculosi i va inventar un aparell pneumotòrax artificial.